# شاه ابوذكريا (فورغ)
شاه ابوذكريا (بالفارسية: شاه ابوذکریا) هي قرية تقع في إيران في ناحية فورغ. يقدر عدد سكانها بـ 940 نسمة بحسب إحصاء 2016.